# Artyom Vasilyev (cầu thủ bóng đá, sinh 1987)
Artyom Igorevich Vasilyev (tiếng Nga: Артём Игоревич Васильев; sinh ngày 20 tháng 5 năm 1987) là một cầu thủ bóng đá người Nga. Anh thi đấu cho FC Pskov-747 Pskov.